# Rosendale (Misuri)
Rosendale es una ciudad ubicada en el condado de Andrew en el estado estadounidense de Misuri. En el Censo de 2010 tenía una población de 143 habitantes y una densidad poblacional de 185,28 personas por km².

## Geografía
Rosendale se encuentra ubicada en las coordenadas 40°2′27″N 94°49′24″O / 40.04083, -94.82333. Según la Oficina del Censo de los Estados Unidos, Rosendale tiene una superficie total de 0.77 km², de la cual 0.75 km² corresponden a tierra firme y (3.36%) 0.03 km² es agua.

## Demografía
Según el censo de 2010, había 143 personas residiendo en Rosendale. La densidad de población era de 185,28 hab./km². De los 143 habitantes, Rosendale estaba compuesto por el 98.6% blancos, el 0% eran afroamericanos, el 0.7% eran amerindios, el 0% eran asiáticos, el 0% eran isleños del Pacífico, el 0.7% eran de otras razas y el 0% pertenecían a dos o más razas. Del total de la población el 0.7% eran hispanos o latinos de cualquier raza.